# Djallon-Foula
Djallon-Foula è un comune rurale del Mali facente parte del circondario di Yanfolila, nella regione di Sikasso.